# Akia (Qaqortoq)
Akia [akiˈa] (auch nach alter Rechtschreibung Akia) ist eine wüst gefallene grönländische Schäfersiedlung im Distrikt Qaqortoq in der Kommune Kujalleq.

## Lage
Akia liegt auf der schmalen Halbinsel im Osten der gleichnamigen Insel Akia. 5,7 km nordwestlich befindet sich Qaqortoq.

## Bevölkerungsentwicklung
Akia hatte zwischen 1983 und 1988 vier Bewohner. Seither ist die Schäfersiedlung wieder verlassen.